# Regulares
Le Fuerzas Regulares Indígenas ("Forze regolari indigene"), conosciute semplicemente come Regulares (Regolari), sono unità di fanteria volontaria dell'esercito spagnolo, in gran parte reclutate nelle città di Ceuta e Melilla. Composte da fanteria e cavalleria indigene reclutate nel Marocco spagnolo, facenti parte dell'Armata d'Africa e comandate da ufficiali spagnoli. Aderirono al Bando nacional, e giocarono un ruolo significativo nella guerra civile spagnola (1936-1939).

## Storia

### Istituzione

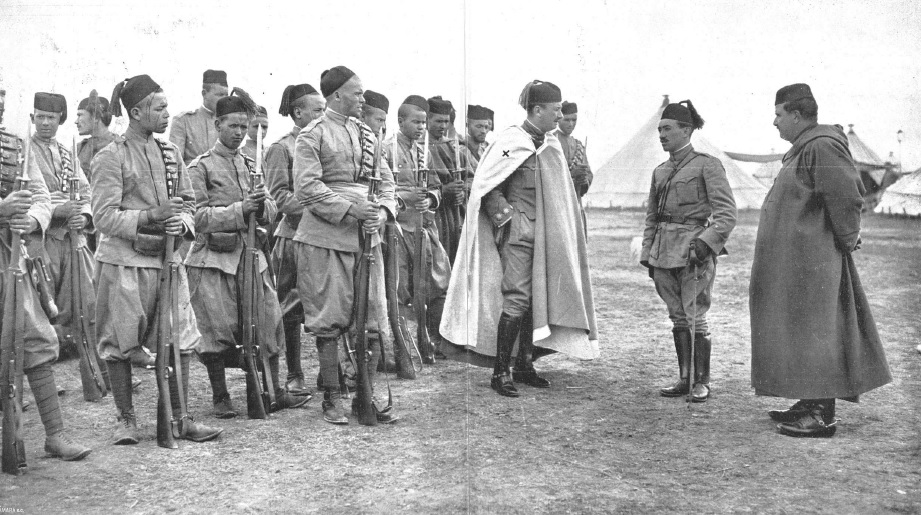
Il colonnello Dámaso Berenguer con i regolari nel 1913.

I Regulares furono creati per la prima volta nel 1911 come "batallón indígena" della fanteria. La loro formazione arrivò in un momento in cui l'esercito spagnolo si stava espandendo nell'entroterra marocchino dalle enclavi costiere di lunga data di Ceuta e Melilla. In precedenza era stato fatto uso di ausiliari marocchini come esploratori e la designazione di "regolari" sembra essere stata intesa a distinguere la forza appena creata come unità permanente dell'esercito spagnolo. Ufficiali e alcuni sottufficiali furono distaccati dai reggimenti peninsulari. Nel 1914 quattro gruppi (Grupos, l'equivalente di un reggimento) erano stati formati per il servizio attivo, a Melilla, Tetuán, Ceuta, e Larache.
Mentre i Regulares rimasero prevalentemente di fanteria, il riconoscimento delle abilità marocchine come cavalieri portò alla costituzione di squadroni di cavalleria. Questo elemento dei Regulares a cavallo doveva rimanere una caratteristica cospicua per tutto il periodo del dominio spagnolo sul protettorato. In quanto tale, ogni Gruppo era composto da un quartier generale e una società di servizi, due Tabor (battaglioni) di fanteria e un Tabor (squadrone) di cavalleria, più una banda militare e un Corpo di tamburini annessi al quartier generale del reggimento. I Regulares furono ampliati in numero a cinque "Grupos" con sede rispettivamente a Melilla, Tetuán, Ceuta, Alhucemas e Larache (il Gruppo di Alhucemas fu creato nel 1921).
La fanteria Regulares era nota per la sua capacità di attraversare il "terreno morto" senza essere individuata, ma i suoi ufficiali spagnoli non gradivano la guerra non convenzionale e solo di rado approfittavano di questa abilità.

### Guerra del Rif

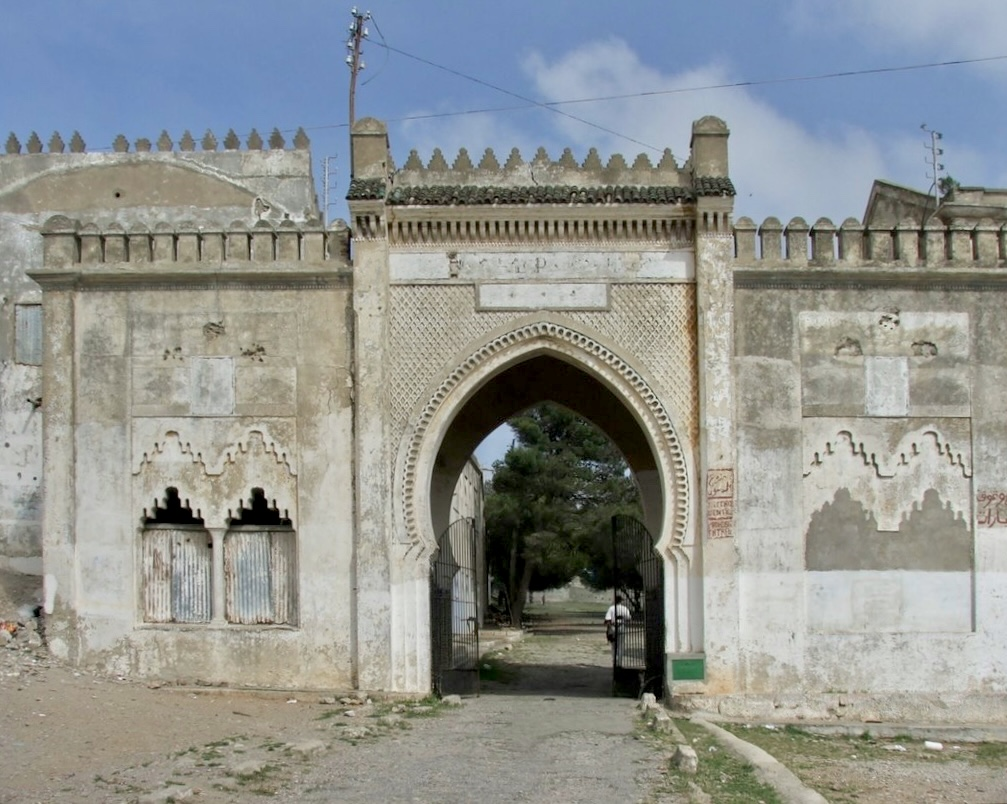
Ingresso alla vecchia caserma dei Regulares a Tetuán.

Le truppe marocchine generalmente rimasero fedeli durante la Guerra del Rif dei primi anni '20, sebbene ci fossero stati rapporti di ammutinamento a Yat el Bax in seguito alla grande sconfitta spagnola nella battaglia di Annual nel 1921. Durante questo periodo i Regulares e la Legione spagnola ("Tercio") emersero come corpo d'élite dell'esercito spagnolo professionista in servizio attivo più o meno continuo, attirando i migliori ufficiali. Questi includevano il futuro caudillo Francisco Franco che prestò servizio inizialmente con i Regulares (dal 1913) prima di trasferirsi al Tercio appena creato (le cui truppe erano per lo più spagnole) come secondo in comando e comandante del suo I battaglione nel 1920.
Nel 1923 un distaccamento delle Fuerzas Regulares de Ceuta montò di guardia al Palazzo reale di Madrid, indicando l'alto profilo raggiunto dalle truppe marocchine. Nel 1934 la cavalleria e la fanteria dei Regulares furono portate nella Spagna peninsulare dal governo repubblicano per aiutare nella repressione della Seconda Repubblica spagnola.

### Guerra civile spagnola
Nel 1936 l'"Armata d'Africa" spagnolo (in totale 30.000 uomini divisi tra Legione spagnola e reggimenti Regulares marocchini) partecipò alla ribellione, guidati dal generale Franco contro il governo repubblicano a Madrid. Nella cruciale fase iniziale della guerra civile spagnola, i ribelli furono in grado di trasportare un numero significativo di truppe marocchine e legionari del Tercio attraverso lo Stretto di Gibilterra, con l'assistenza tedesca e italiana, per diventare le truppe d'assalto delle battaglie nazionaliste. La professionalità e la brutalità dell'Esercito d'Africa giocarono un ruolo importante nei primi successi nazionalisti. Mentre la guerra continuava, furono reclutati altri cinque grupos di fanteria Regulares più due di cavalleria (il 1º Gruppo di Cavalleria con sede a Teutan e il 2º Gruppo di Cavalleria di Melilla).
I Regulares con la loro esperienza di guerra nordafricana si dimostrarono ottimi combattenti in aperta campagna mentre avanzavano da Siviglia a Madrid nell'agosto-novembre 1936. Tuttavia, successivamente si dimostrarono meno adatti ai combattimenti di strada in ambienti urbani sconosciuti. Con il sollevamento di consistenti forze nazionaliste nella Spagna continentale, il ruolo dei Regulares diminuì ma mantennero una funzione chiave come truppe d'assalto fino alla fine della guerra civile. Vistosi nella parata della vittoria di Franco a Madrid nel 1939, i Regulares erano le unità più decorate delle forze nazionaliste. La consistenza dell'esercito d'Africa raddoppiò nel corso della guerra a circa 60.000.

### Nella Spagna franchista
Dopo la vittoria nazionalista i Regulares furono ridotti di numero ma mantennero la loro struttura, di stanza nel Marocco spagnolo. Franco autorizzò l'istituzione di una guardia d'onore cerimoniale a cavallo ("Guardia de Su Excelencia el Generalísimo") dalla cavalleria Regulares che, con coloratissime uniformi moresche e bianchi cavalli arabi, lo seguiva da vicino e faceva parte della sua unità di guardie.
Nei mesi successivi all'indipendenza del Marocco del 1956, la maggior parte del personale marocchino dei Regulares, in numero di circa 12.500, fu trasferito alle forze armate reali marocchine appena create e i reparti rimanenti subirono una riorganizzazione. Le due unità di cavalleria furono sciolte e i gruppi furono ridotti a otto, formati fondamentalmente da cittadini spagnoli, di origine europea o magrebini, provenienti soprattutto dalle città di Ceuta e Melilla.
Dal 1957 la guardia cerimoniale di Franco a Madrid, la Guardia Mora (guardie moresche), fu sostituita da una scorta della cavalleria spagnola, che mantenne i mantelli bianchi e i cavalli dei Regulares.

### Oggi

Stemma del 52º Gruppo di Fanteria Leggera Regolare "Melilla"

Stemma del 54º Gruppo di Fanteria Leggera Regolare "Ceuta"

La Spagna mantenne le enclavi storiche di Melilla e Ceuta e i gruppi ridotti di Tetuan, Melilla, Ceuta e Alhucemas rimasero in vita come parte delle due guarnigioni.
Come parte di una più ampia riorganizzazione dell'esercito spagnolo, nel 1986, i 4 gruppi regolari esistenti furono amalgamati in due reggimenti di fanteria leggera all'interno dell'attuale esercito spagnolo, Regimiento de Infantería Ligera Regulares de Melilla n.º 52 e Regimiento de Infantería Ligera Regulares de Ceuta n.º 54. Il personale attivo viene costituito da cittadini spagnoli, molti dei quali originari delle città di Ceuta e Melilla, sia musulmani che cristiani. 
Entrambi i reggimenti attuali sono anche successori dei reggimenti di fanteria dell'esercito spagnolo, che in precedenza prestavano servizio a Melilla e Ceuta.
Negli ultimi anni distaccamenti di regulares hanno prestato servizio sia in Bosnia che in Afghanistan.

## Organizzazione
Con la professionalizzazione delle forze armate spagnole, dal 1º gennaio 2000 riprendono le divisioni tradizionali in Grupos (reggimenti) e Tabores (battaglioni) come segue:
- Grupo de Infantería Ligera Regulares de Melilla nº 52 (di stanza a Melilla, Peñón de Vélez de la Gomera, Peñón de Alhucemas e isole Chafarinas)[12]
  - Comando di reggimento
  - Tabor Alhucemas I
- Grupo de Infantería Ligera Regulares de Ceuta nº 54 (di stanza a Ceuta) 
  - Tabor Tetuan II (motorizzato)
  - Compagnia anticarro

## Uniformi

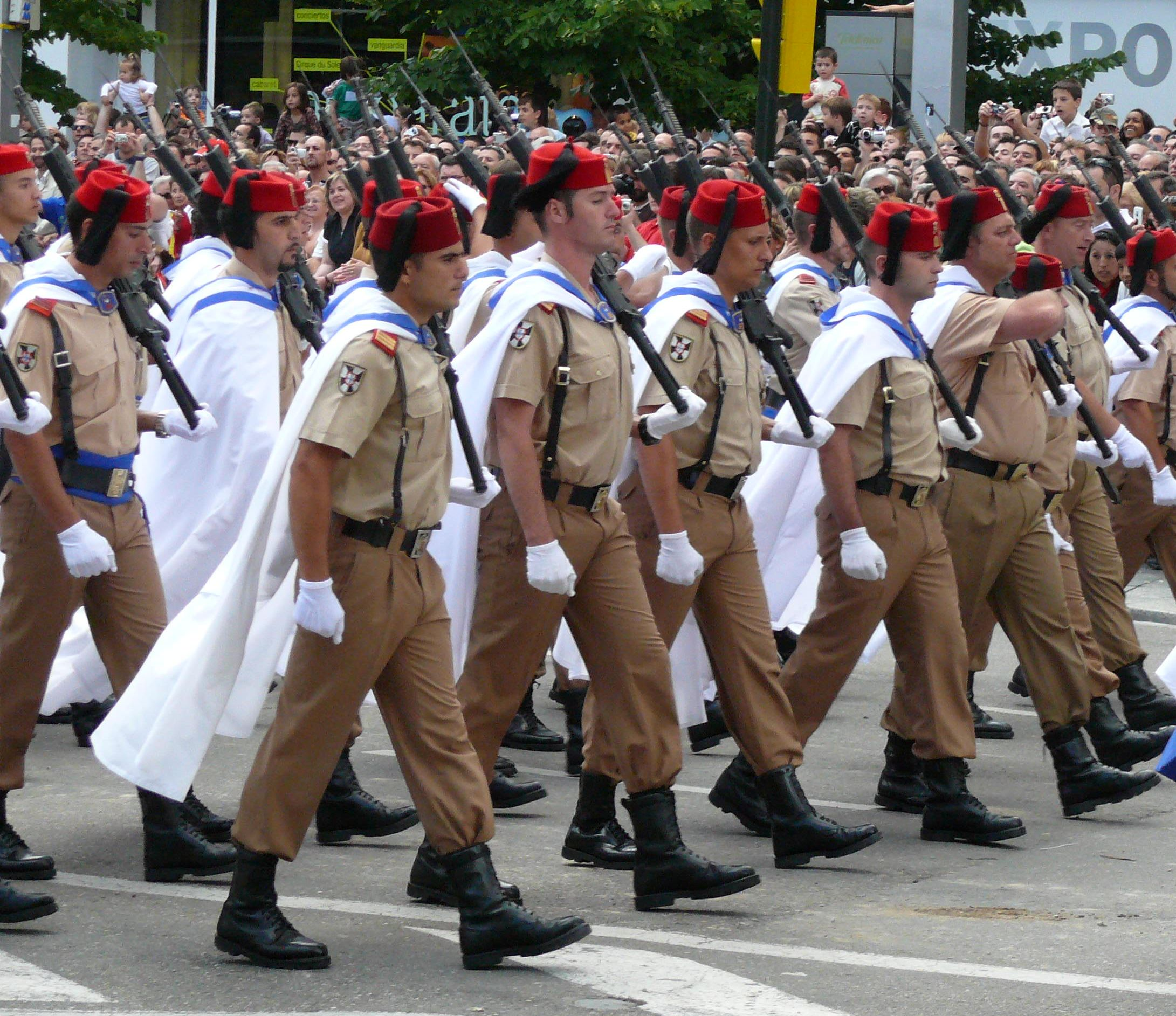
Regulares nº 54 di Ceuta in marcia durante il Desfile de las Fuerzas Armadas a Madrid nel 2008.

Quelle dei Regulares originariamente erano uniformi simili ai Tiradores de Ifni ma senza la siroquera. Gli ufficiali e gli uomini nativi indossavano un fez con una camicia color sabbia e calzoni con inserti di cuoio marrone. Gli ufficiali spagnoli indossavano una variante color sabbia dell'uniforme standard dell'esercito spagnolo con un berretto a punta rosso.
Attualmente i Regulares indossano lo stesso abito mimetico per il servizio attivo e le mansioni ordinarie del resto dell'esercito spagnolo, ma mantengono un'uniforme tropicale cachi unica per l'abito semi-formale da caserma e come base della loro uniforme da parata. Le caratteristiche più distintive della moderna uniforme Regulares sono il fez rosso, le fasce rosse o blu e i mantelli bianchi (burnous) conservati dalle uniformi in stile moresco indossate prima del 1956.